# Zermizinga
Zermizinga là một chi bướm đêm thuộc họ Geometridae.